# Lista över typer av piercingar
Inom piercing finns det flera olika typer, beroende var på kroppen de är.

## I ansiktet

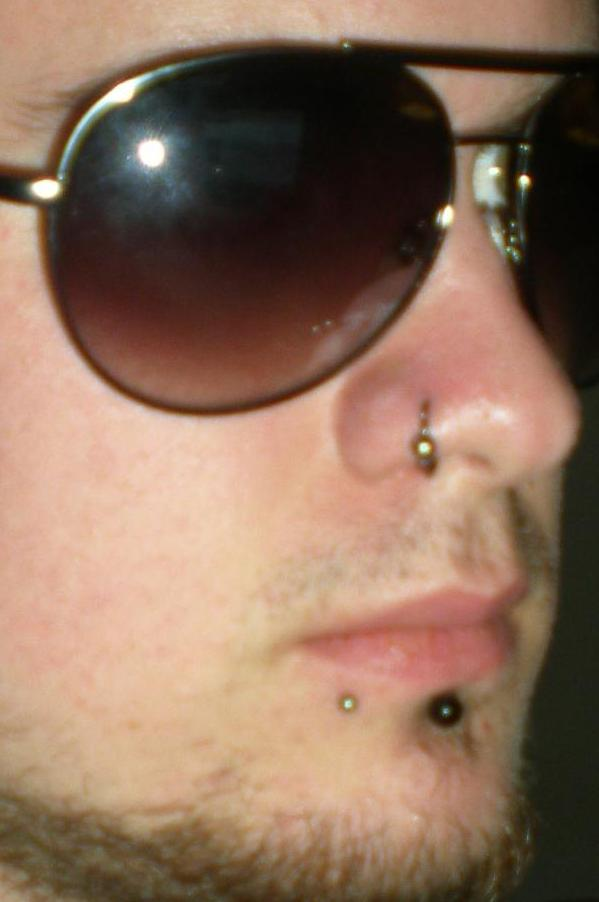
1 Labrett, 1 off-center labrett, 1 i näsvingen

Anti-eyebrowEn ytlig piercing vid kindbenet vid sidan av ögat.

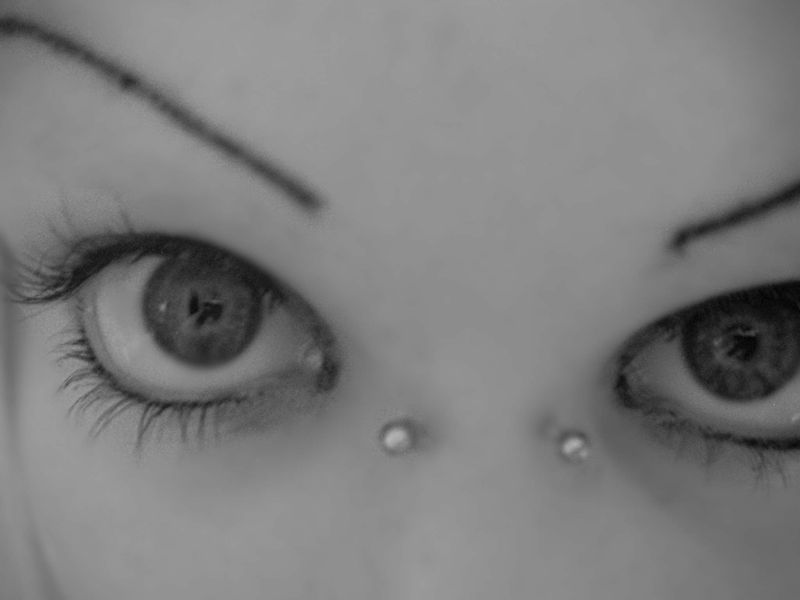
En Earl-piercing.

Earl/Niebuhr/Bridge Earl, Niebuhr eller Bridge är en ytlig piercing som sitter mellan ögonen, i näsryggen. Erl van Aken var den första som gjorde denna piercing, därav namnet. Det är en relativt svårläkt piercing, det kan ta upp till 6 månader för piercingen att läka helt. För vissa kan också kroppen stöta bort piercingen, så att den "växer ut" från näsryggen. Det är ganska vanligt när det handlar om ytliga piercingar.
FrownyÄr en upp och nervänd variant av smiley. Alltså en piercing som är placerad i strängen under underläppen.
LabretLabret är det gängse namnet på en piercing som placeras under underläppen. I västvärldens moderna piercingkultur används inte vanliga smycken av barbell-typ vid labretpiercing, utan speciella labretsmycken används, på vilka den ena sidan består av en platta som ska förhindra tanderosion. En icke-centrerad underläppspiercing kallas off-center labret.
Vertical labretEn piercing som går in under läppen och kommer ut i själva läppen.
MedusaEn medusa är ungefär som en labret fast upp och ned, alltså man sätter den i överläppen i stället för underläppen. För det mesta använder man en labret men det förekommer även ringar av olika sorter. Medusan namngavs i mitten av 1990-talet av en frisör och modell vid namnet Kerrick. Han var ifrån Toronto i Kanada. Piercingen gjordes av Tom Brazda på Stainless Studios. Dock var det inte första gången en sådan piercing gjordes, den hade bara inte något namn ännu. Det är väldigt viktigt att denna piercing sätts rakt då den lätt kan skapa obalans i bärarens ansikte om den är sned.
Mouche/Madonna/Beautymark/MonroeEn piercing på sidan av överläppen, där en vanlig mouche  skulle sitta.　
Näsvingepiercing/NostrilEn piercing som sitter i näsvingen. Nästan i "vecket" på näsan. Kan göras med stav eller med ring.
Septumpiercing/TjurringEn tjurring/septumpiercing är en piercing gjord i septum, dvs hudväggen mellan näsborrarna.
Smiley/ScrumperEn piercing gjord i strängen under överläppen.
ToungewebEn piercing som sitter i strängen under tungan. Kan göras med stav eller med ring.
SnakebiteTvå piercingar på var sin sida av underläppen.
AngelbitesTvå piercingar på var sin sida av överläppen.
SpiderbitesTvå piercingar på samma sida av underläppen.
VenomTvå piercingar på varsin sida av tungan (En vanlig missuppfattning är att denna piercing heter "Venombite")
Uvulvapiercing/GomsegelpiercingDet är en piercing i gomspenen, den lilla strängen som hänger ner från den mjuka delen av gommen längst bak i munnen.
Unicorn/Third EyeEn Unicorn eller Third Eye är en piercing som är placerat vertikalt mellan ögonen på näsryggen.
ÖgonbrynspiercingEn piercing som är placerad längst ut vid ögonbrynets slut.
Dermal AnchorEn piercing som har uppkommit på senare tid, en Dermal Anchor brukar man oftast göra i ansiktet, men kan även göra den på tex armarna, fingret, pannan är inte heller ovanlig.
En Dermal Anchor kan räknas som implantat, men är enklare att göra och att det dessutom inte är helt under huden. Dermal Anchors har ofta som en liten "plupp" i metall som sticker upp, men kan även vara en liten diamant.
CheekPiercing i kinden, särskilt sött om man har en skrattgrop.

## Kropp
Hand-webEn piercing i huden mellan fingrarna.
MadisonEn ytlig piercing gjort i skinnet på halsen.
Nacke/Nape/OversbyEn ytlig piercing i skinnet på nacken.
Vertikal MadisonEn ytlig piercing gjort i skinnet på halsen men med smycket vertikalt istället för horisontellt.

## Genitala

### Man

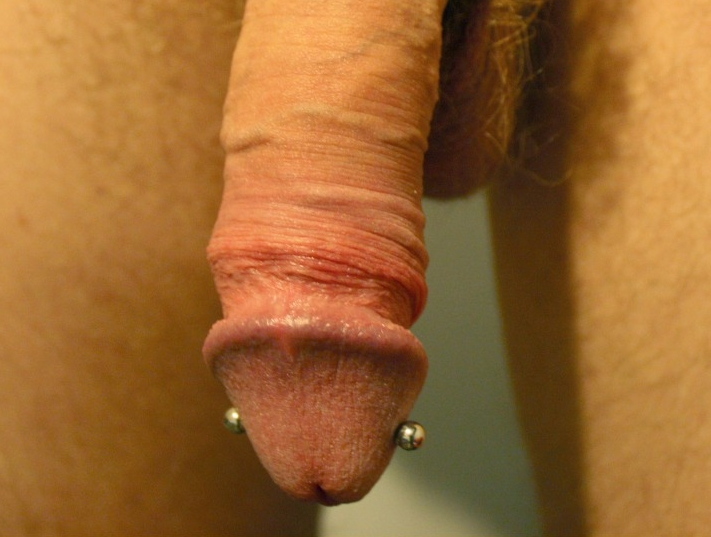
En ampallangpiercing

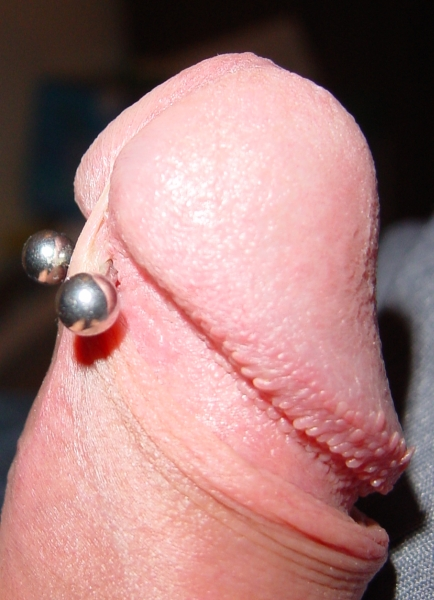
En frenulumpiercing

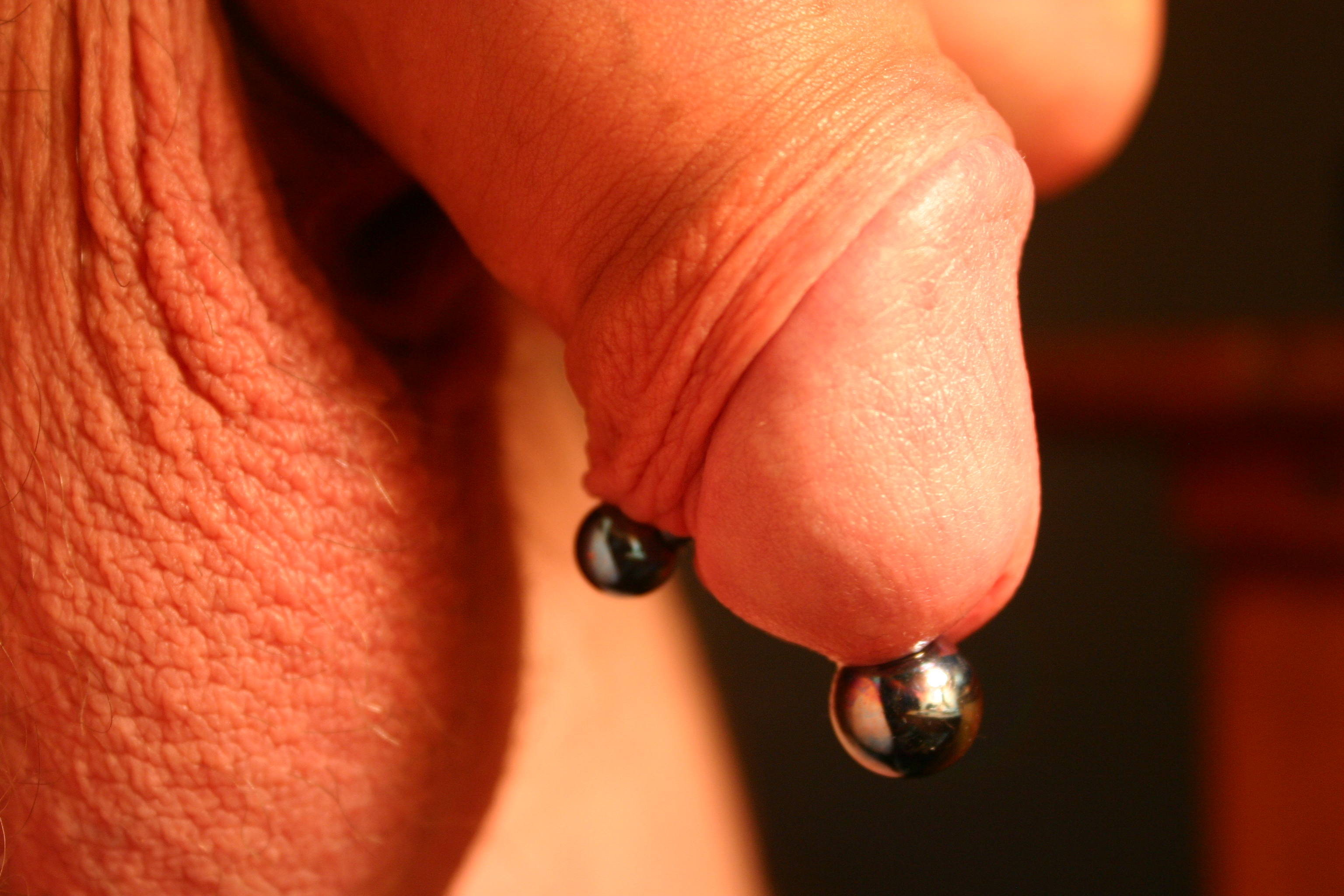
En Prince Albert

AmpallangEn piercing som görs horisontellt genom ollonet.
ApadravyaVertikalt genom ollonet. Många piercare rekommenderar att man först gör en Prince Albert, som efter den läkt färdigt "görs om" till en Apadravya.
DydoeEn piercing som görs genom "bakre kanten" på mannens ollon. Den brukar oftast göras på omskurna män, då förhuden kan göra den mer svårläkt. Det sägs att den från början gjordes av omskurna män för att ge mer känslighet.
FrenulumFrenulum är en piercing som går genom den sträng som fäster förhuden med ollonet.
FörhudspiercingEn piercing som går genom förhuden.
GuicheEn ytlig piercing som går genom huden mellan anus och scrotum.
HafadaEn ytlig piercing som görs genom övre delar av pungen, ofta i par.
LownumEn ytlig piercing som sitter i skinnet på undersidan av penis, en bit längre ner mot pungen om man håller penis uppåt, jämfört med frenulum. 
Prince AlbertPrince Albert är en populär form av manlig genital piercing. Piercingen görs genom att ett hål öppnas med en nål från undersidan av ollonet in till urinröret, därefter förs en ring in samma väg och ut genom urinrörsmynningen. Den första ringen är vanligtvis 2,4 eller 3,2 mm tjock. Ingreppet kan ge en initial blödning, olika lång för olika individer. Vissa blöder inte alls. En Prince Albert, eller PA som den kallas i piercingkretsar, anses lätt att applicera, och sårytorna läker relativt fort. Efter ca 12 veckor kan man börja pröva att töja hålet för att sätta in en tjockare ring. Tjockleken varierar från 1,6 mm upp till 10 mm, men de vanligaste tjocklekarna torde vara 1–8 mm. Att gå från 1,6 till 8 mm tar 1,5–2 år.  Ringarnas storlek bestäms även av ringens innerdiameter. Standardringar varierar mellan 7 och 28 mm beroende på penis storlek.
PubicVertikalt genom huden över penis, vid penisskaftets början.
AnusSitter i analöppningen precis som för kvinnor. Den blir dock mer inflammerad hos män.

### Kvinna

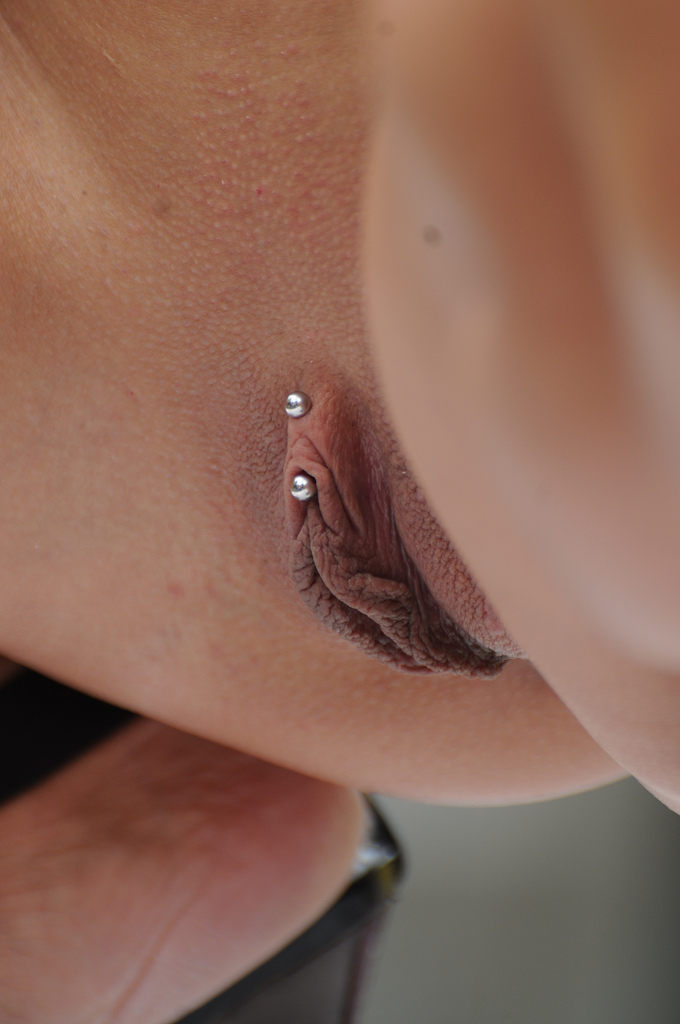
Vertikal piercing i klitorishuvan

Vertikal klitorishuvaMycket vanligt, sitter vertikalt i klitorishuvan. Brukar göras av estetiska och sexuella skäl.  Horisontell klitorishuva
Sitter horisontellt i klitorishuvan.
Nefertiti
Detta är som en kombination av vertikala kappan och Christina. Börjar nedifrån kappan och slutar ovanpå venusberget.
FourchetteSitter i frenulum labiorum pudendi, dvs. "hudflärpen" mellan anus och slida.
TriangelSitter i de inre blygläpparna och under klitorisollonet. Man lyfter alltså de inre blygläpparna och sticker igenom båda två.
Princess AlbertinaMotsvarar Prince Albert. Sitter genom urinröret och kommer ut ovanför klitoriskappan.
IsabellaOvanlig, placerad under klitorisollonet och genom klitorisskaftet. Risk för nervskador.